# The Witcher (boekenreeks)
The Witcher (ook wel bekend als De Hekser) is een fantasyserie bestaande uit korte verhalen en romans geschreven door de Poolse schrijver Andrzej Sapkowski. De verhalen gaan over The Witcher, de hekser, Geralt van Rivia. Heksers zijn monsterjagers die door middel van oefening en aanpassing van hun lichaam op jonge leeftijd bovennatuurlijke gaven ontwikkelen die hen in staat stellen tegen monsters te vechten.
De romanserie werd in Nederland tot 2022 uitgegeven door uitgeverij Luitingh-Sijthoff. Vanaf 2023 werden de boeken uitgegeven door De Boekerij.
De boeken zijn geadapteerd naar een film en serie en een populaire computerspelserie. Netflix verwierf in 2017 de rechten om een Netflix Original-serie te produceren, eveneens getiteld The Witcher.

## Boeken

### Gebundelde korte verhalen
| Titel                         | Originele titel     | Verschijning Pools | Luitingh-Sijthoff | De Boekerij |
| ----------------------------- | ------------------- | ------------------ | ----------------- | ----------- |
| De laatste wens               | Ostatnie życzenie   | 1993               | 2014              | 2023        |
| Het zwaard der voorzienigheid | Miecz przeznaczenia | 1992               | 2014              | 2023        |

Beide bundels zijn oorspronkelijk afzonderlijk gepubliceerd. De eerste Nederlandse uitgever, Luitingh-Sijthoff, heeft beide boeken echter samengevoegd in één boek dat alle korte verhalen uit De laatste wens en Het zwaard der voorzienigheid omvat en een titel samengesteld uit beide afzonderlijke titels draagt; De laatste wens en Het zwaard der voorzienigheid. De Boekerij heeft de titels in twee aparte boeken uitgegeven.
De verhalen uit De laatste wens vinden chronologisch eerder plaats dan die uit Het zwaard der voorzienigheid, ook al is de De laatste wens later gepubliceerd.

### Saga
De Witcher-reeks richt zich op Geralt van Rivia en Ciri. Ciri, prinses van een recentelijk veroverd land en pion in internationale politiek, wordt een hekser-in-opleiding. Geralt probeert haar te beschermen en raakt daardoor betrokken bij allerlei gebeurtenissen.
| Titel                   | Originele titel | Verschijning Pools | Luitingh-Sijthoff | De Boekerij |
| ----------------------- | --------------- | ------------------ | ----------------- | ----------- |
| Het bloed van de elfen  | Krew elfów      | 1994               | 2014              | 2023        |
| De jaren van verachting | Czas pogardy    | 1995               | 2015              | 2023        |
| De vuurdoop             | Chrzest ognia   | 1996               | 2015              | 2024        |
| De zwaluwentoren        | Wieża Jaskółki  | 1997               | 2016              | 2024        |
| De vrouwe van het meer  | Pani Jeziora    | 1999               | 2016              | 2024        |

### Alleenstaande romans
| Titel                   | Originele titel | Verschijning Pools | Luitingh-Sijthoff | De Boekerij |
| ----------------------- | --------------- | ------------------ | ----------------- | ----------- |
| Het seizoen van stormen | Sezon burz      | 2013               | 2017              | 2024        |
| Het kruispunt der raven | Rozdroże kruków | 2024               | -                 | 2025        |

Het seizoen van stormen speelt zich af tussen korte verhalen in De laatste wens, maar bevat enkele hints over gebeurtenissen uit de oorspronkelijke saga. Het kruispunt der raven is een prequel op zowel de Witcher-reeks als de korte verhalen en beschrijft Geralt als een jonge en onervaren hekser kort nadat hij zijn training in Kaer Morhen heeft afgerond.

## Personages
De belangrijkste personages die ook in de meeste boeken voorkomen, zijn Geralt van Rivia, Yennefer van Vengerberg, Ciri, Triss Merigold en Dandelion.
- Geralt van Rivia is een hekser en de hoofdpersoon van de boeken. Zijn persoonlijkheid is te omschrijven als apathisch, cynisch en dreigend. Geralt is in te huren als monsterjager. Hij bezit bovenmenselijke krachten en is bedreven in het vechten met zwaarden.
- Tovenares Yennefer van Vengerberg verscheen voor het eerst in de verzameling van korte verhalen. Ze komt vaak voor als zielsverwant of geliefde van Geralt en is een van de belangrijkste personages in de serie.
- Cirilla van Cintra (ook bekend als Ciri, Leeuwenwelp van Cintra) is de prinses van Cintra, dochter van Pavetta en Duny, en kleindochter van koningin Calanthe. Ze is de geadopteerde dochter van Geralt en Yennefer. Ciri heeft asgrijs haar en smaragdgroene ogen, karaktertrekken die in haar familie vaak voorkomen.

## Vertaling
De boeken zijn in het Nederlands vertaald door verschillende vertalers. De laatste wens is vertaald uit het Pools door Karol Lesman. Het zwaard der voorzienigheid is door Corry van Bree vertaald uit het Duits, naar de oorspronkelijke Poolse uitgave. De hele verdere saga is vertaald uit het Pools door Theo Veenhof.

## Serie
In 2017 maakte Netflix bekend dat ze de rechten verwierven om een Netflix Original-serie te maken. Later dat jaar maakten ze bekend dat Lauren Schmidt de reeks zal produceren. Ze zal ook kunnen rekenen op Andrzej Sapkowski als creative consultant. Henry Cavill werd in september 2018 gecast in de rol van Geralt. De serie is verschenen in december 2019. Seizoen 1 van de serie verfilmt de gebeurtenissen in de boeken "De laatste wens en Het zwaard der voorzienigheid". In november 2019 is bekendgemaakt dat Netflix een tweede seizoen heeft besteld.